# Желтоклювая кукушка
Желтоклювая кукушка (лат. Ceuthmochares aereus) — вид птиц из семейства кукушковых (Cuculidae). Ранее составлял монотипический  род Ceuthmochares, который затем был разделён на два вида: собственно Ceuthmochares aereus и обитающий восточней C. australis. Эту форму ранее рассматривали  как подвид желтоклювой кукушки, но с 2005 года её выделили в отдельный вид. 
Вид Ceuthmochares aereus подразделён на два подвида, которые демонстрируют некоторые различия в окраске оперения; для всех подвидов характерны сероватый цвет брюха, головы и горла, но для С. aereus aereus свойственны зеленовато-голубой хвост, крылья и спина,  а у С. aereus flavirostris  синий хвост, крылья и спина. Для всех подвидов характерен тяжёлый жёлтый клюв, благодаря которому и появилось имя этого вида.

## Описание
Длина тела желтоклювой кукушки достигает 33 сантиметров, из них на рулевые перья приходится около 20 сантиметров. Крепкий клюв длиной около 2,4 сантиметра. Самцы весят 54–74 г, самки немного тяжелее и весят от 52 до 80 г.
Выраженного полового диморфизма нет: у взрослых особей номинативного подвида макушка и затылок тёмно-зелёного цвета. "Уздечка", то есть область между клювом и глазом, зеленовато-серая. Спина, крылья, верхние кроющие хвоста и рулевые перья блестящие тёмно-серые. Подбородок и горло умеренно серые. Грудь серая, брюхо тоже серый, переходящий в чёрное подхвостье. Длинные рулевые перья с нижней стороны блестящие, фиолетовые. Радужка красная или тёмно-бордовая, у молодых птиц коричневая. Окологлазное кольцо, в целом, жёлтое, перед глазом приобретает зеленоватый оттенок. Сильный клюв ярко-жёлтый и темнеет, особенно у основания клюва. Ноги чёрные.
Молодые особи напоминают взрослых птиц, но в целом более тусклые. Верхняя сторона тела у них цвета сажи. Грудь тёмно-серая с коричневатыми кончиками перьев.

## Распространение и биотопы

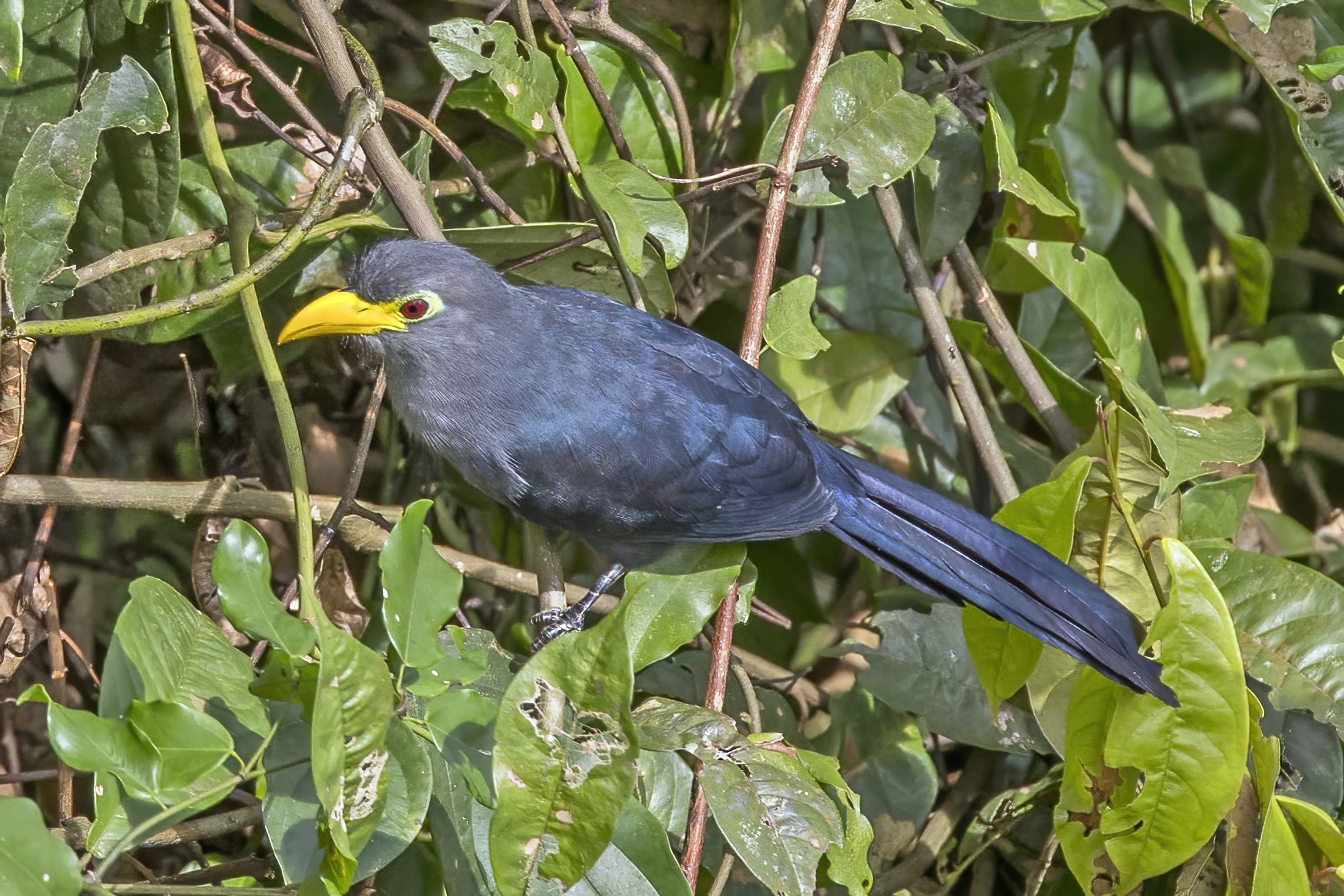
Ceuthmochares aereus flavirostris

Желтоклювая кукушка широко распространена в тропических вечнозеленых лесах Африки, её ареал простирается от побережья Сенегала, Гамбии и Гвинеи до Уганды и южного Судана, западной Кении и северо-западной Танзании. Встречается также в северной Анголе, Габоне и Экваториальной Гвинее. Она населяет широкий спектр лесных местообитаний от  густых лесов до  прибрежных лесов и лесных опушек, предпочитает держаться во второстепенных и галерейных лесах, окруженных другими типами леса. Особенно часто встречается на краю полян. Встречается также в зарослях акации вдоль рек, кроме того одна небольшая популяция в Эфиопии обитает в сухих кустарниковых зарослях. В лесах этот вид обычно обитает под пологом леса в диапазоне высот  от 8 до 30 м. Встречается в западном Камеруне на высоте до 1600 метров над уровнем моря. Дальше на восток его все еще можно найти на высоте 2000 метров над уровнем моря.
Желтоклювая кукушка - оседлая птица на большей части своего ареала. В Нигерии часть популяции  в сезон дождей мигрирует на север.

## Образ жизни
Желтоклювая кукушка — скрытная птица, которая обычно живет в густой листве верхушек деревьев.  В основном он питается гусеницами, в том числе, как и многие другие кукушки, очень волосатыми гусеницами, которых избегает большинство других видов птиц. Он также поедает летающие расы термитов, жуков, пчёл, тараканов, пауков, улиток и древесных лягушек, а иногда и мелких птиц. Кукушка передвигается в густой растительности сериями небольших прыжков, схватывая добычу, когда её замечает. Желтоклювую кукушку часто сопровождают другие птицы и белки, и она охотится на насекомых вспугнутых ими. Она также ест фрукты, семена и листья.
В отличие от некоторых других кукушек желтоклювая кукушка не является гнездовым паразитом, она сама заботится о собственном потомстве. Однако деталей о размножении желтоклювой кукушки известно мало. Предполагается, что они моногамны и защищают территорию. В тропической Центральной и Западной Африке не удается определить конкретный сезон размножения. Размножающихся желтоклювых кукушек можно встретить круглый год. Гнездо представляет собой рыхлую платформу из покрытых листвой ветвей, обычно построенную на высоте от двух до пяти метров над землей в развилке ветвей. Кладка обычно состоит из двух яиц, в редких случаях до четырех яиц. Они от белого до почти белого цвета. О развитии птенцов и молодых птиц пока ничего не известно.
Желтоклювая кукушка - обычная птица в некоторых частях своего ареала. В Габоне насчитывается от 15 до 20 пар на квадратный километр. Она также сравнительно обычная птица на юго-востоке Нигерии.  Однако её относительно редко наблюдают из-за её скрытного поведения. Как вид, находящийся под угрозой исчезновения, она не рассматривается и в списке МСОП она отнесена к видам, вызывающим наименьшую озабоченность.